# كارل كارتر
كارل كارتر (بالإنجليزية: Carl Carter)‏ هو لاعب كرة قدم أمريكية أمريكي، ولد في 7 مارس 1964 في فورت وورث في الولايات المتحدة.

## وصلات خارجية
- كارل كارتر على موقع مرجع كرة القدم المحترفة.كوم (الإنجليزية)